# 王府井大街

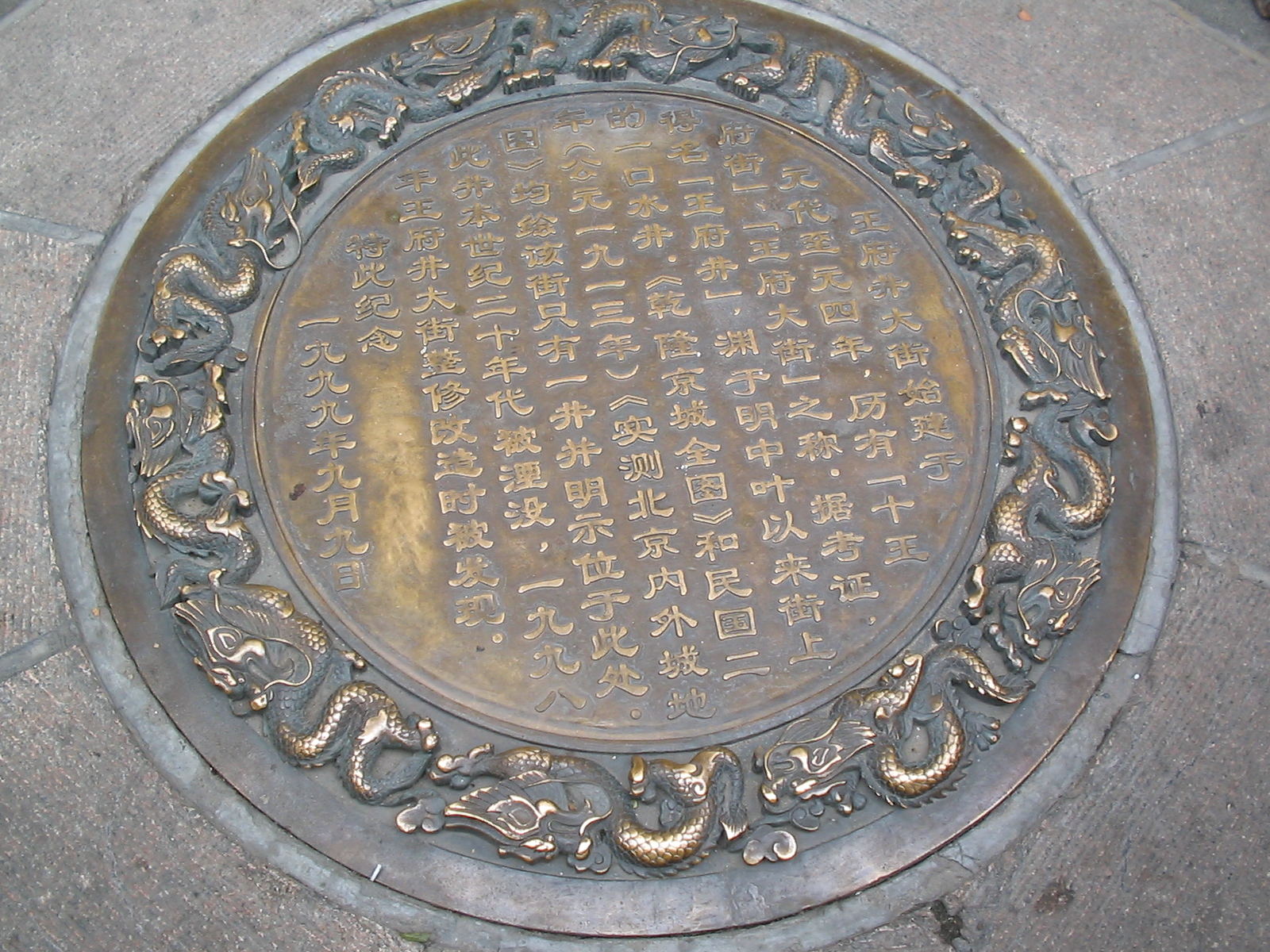
位于王府井大街229号懋隆黄金珠宝店东侧的古井。井盖上的铭文为：“王府井大街始建于元代至元四年，历有「十王府街」、「王府大街」之称。据考证，得名「王府井」，渊于明中叶以来街上的一口水井。《乾隆京城全图》和民国二年（公元一九一三年）《实测北京内外城地图》均绘该街只有一井并明示位于此处。此井本世纪二十年代被湮没，一九九八年王府井大街整修改造时被发现。特此纪念。一九九九年九月九日”

王府井大街是位于中国北京市东城区中部的一条大街，也是北京市的一條商业街，全长1.8公里，其中南段是王府井步行街。

## 历史
王府井大街北起美术馆东街南端，与五四大街、东四西大街连接，南至东长安街，与台基厂大街连接。
元大都时期，这条街名为“丁字街”。明朝称“王府街”。明朝永乐十五年（1417年）在此街东侧修建了十王府后，此街改名为“十王府街”，又称“王府街”。 清朝雍正十二年（1734年），在十王府处改建贤良寺，但“王府街”的名称则获得保留。清朝光绪三十一年（1905年），清政府“推行警政”、“整理地面”，对京师部分街巷名称重加厘定，将“王府大街”改为“王府井大街”。因街西有一甜水井，故名“王府井大街”。
民国四年（1915年）的《北京四郊详图》将该街分为三段：北段从今五四大街到今灯市口西街称“王府大街”，中段从今灯市口西街到今东安门大街称“八面槽”，南段从今灯市口西街到今东长安街称“王府井大街”。
民国四年（1915年）12月20日，袁世凯下令将王府井大街命名为“Morrison Street”（“莫里逊大街”），因为英国《泰晤士报》驻北京记者乔治·莫里逊在该街西侧的100号（今271号，已拆毁）居住。乔治·莫里逊曾担任北洋政府的政治顾问，反对袁世凯称帝，1919年以北洋政府代表团顾问身份出席了巴黎和会。由此，西方人士习惯称该街为莫里逊大街。王府井大街南口路西店铺的墙上钉有“Morrison Street”英文街名牌，该牌从1915年一直挂至1948年。
1965年北京市整顿地名时，南段称“王府井大街”，北段将八面槽并入，统称“王府大街”。文化大革命中，将两段合并，改称“人民路”。1975年改回“王府井大街”，沿用至今。
文化大革命期间，1966年8月21日，红卫兵大闹王府井商业街，将沿街店铺的牌匾砸毁，王府井天主堂被关闭。
1999年9月11日，王府井商业街一期改造竣工，王府井步行街开街并举办“开街”典礼。王府井步行街南起东单三条西口，北至金鱼胡同西口。2000年9月11日，王府井商业街二期改造竣工，王府井再度举行“开街”典礼。2000年10月1日，因应《王府井步行街地区管理规定》实施，原先在王府井步行街上行驶的公交线路全部改经金鱼胡同、校尉胡同、东单三条。
1998年12月，由首都城市雕塑艺术委员会、中共北京市委宣传部、全国城市雕塑建设指导委员会共同组织的“新世纪的希望”城市雕塑设计方案竞赛开始向全国征稿。经评审及优选，推荐其中8件作品在长安街设置，1999年9月中旬全部建成，以庆祝中华人民共和国成立五十周年。其中之一是《王府井牌匾》，锻铜材质，长10米，宽7米。由中央美术学院工程部史抒青、仲马、郝重海等雕塑家设计，北京光环金属艺术工作室制作。1999年9月11日，王府井商业街一期改造竣工开街时，横书“王府井”三字的这块牌匾在王府井步行街南口的王府井女子百货南墙上亮相。牌匾四周以浮雕的形式展现了盛锡福、东来顺饭庄、全聚德、同陞和、百草参茸药店、东华服装公司、中国照相馆、建华皮货、天元利生体育商厦、东安市场、北京市百货大楼、北京工艺美术服务部等十二家老字号。2007年，王府井女子百货拆迁，旧牌匾被取下。2010年9月6日，“王府井”的新牌匾挂在北京饭店二期新楼南墙上。新牌匾改为纵向，分为三块，中间一块题有蓝底金字的“王府井”三字，上下两块则以浮雕的形式展现了十多家老字号。

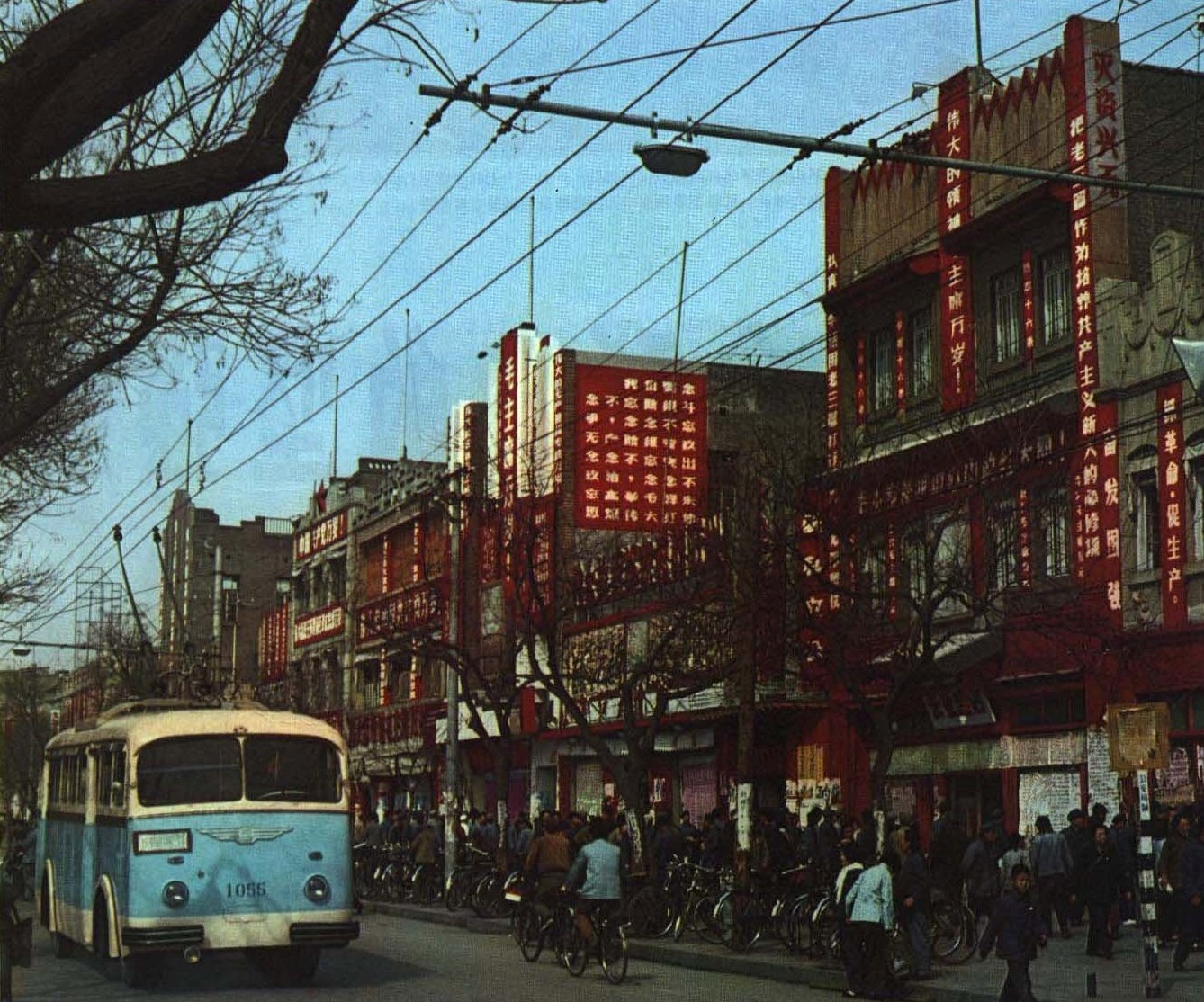
1967年北京王府井大街
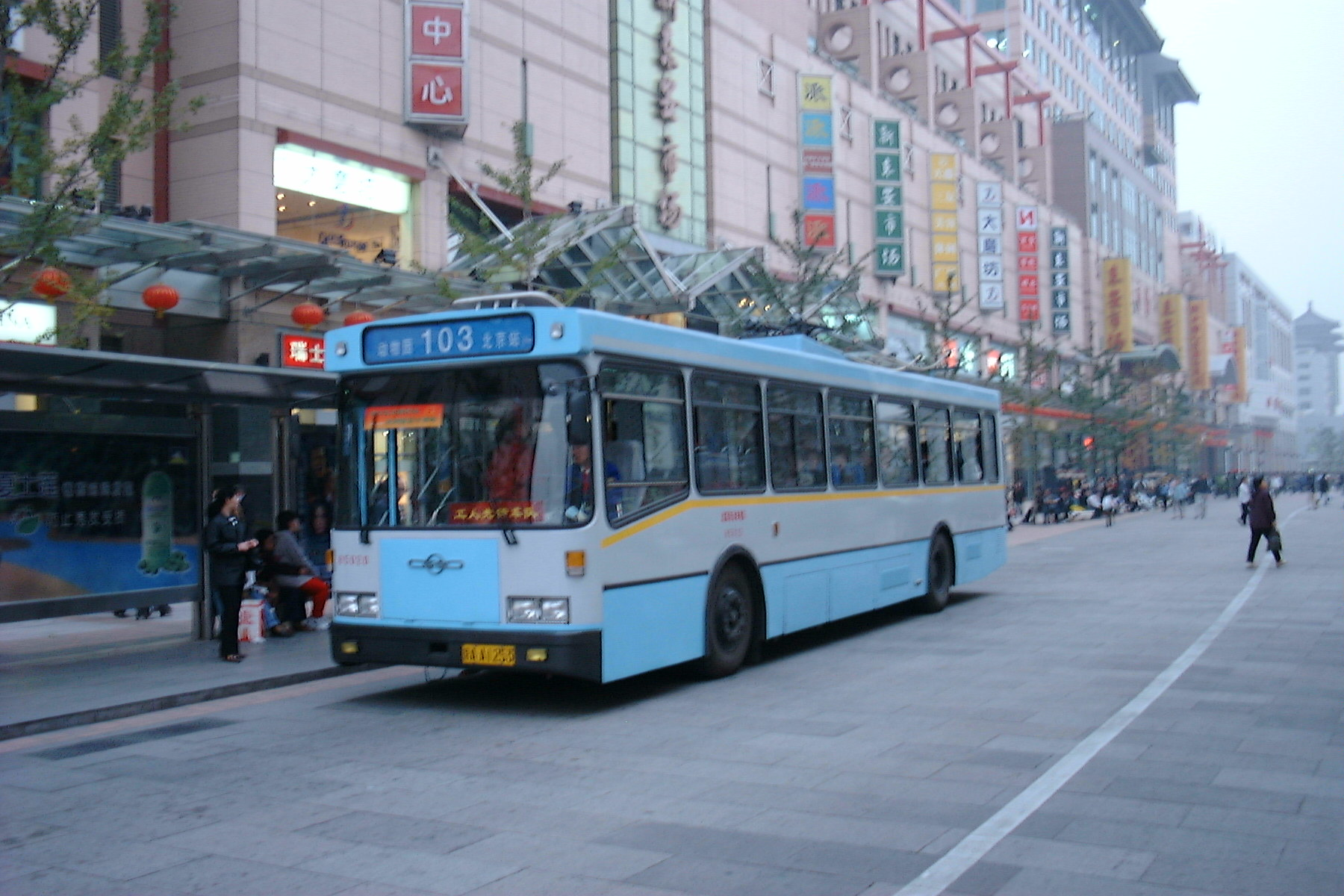
1999年在新东安市场西门外行驶的103路双源无轨电车
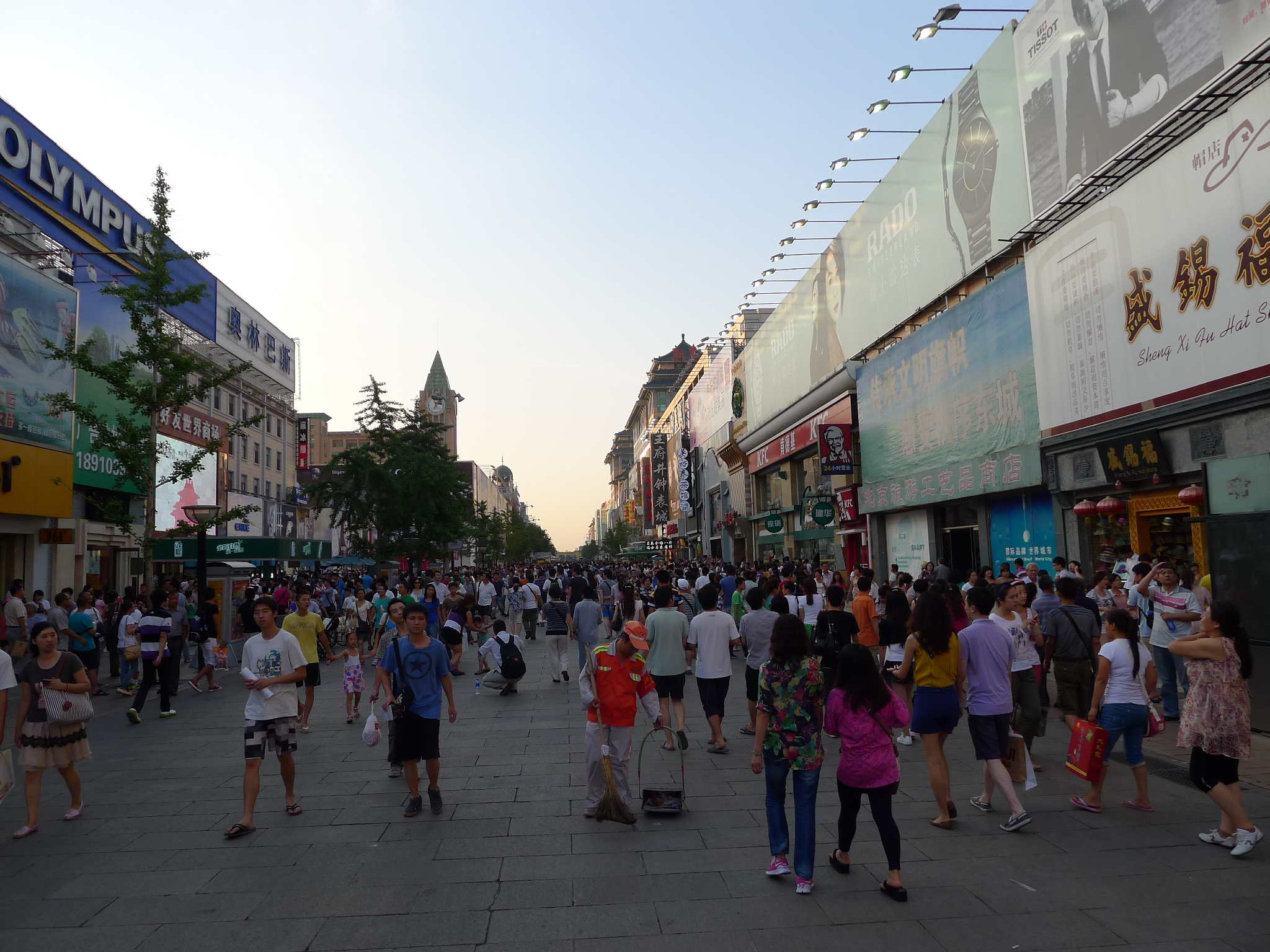
从盛锡福西侧北望
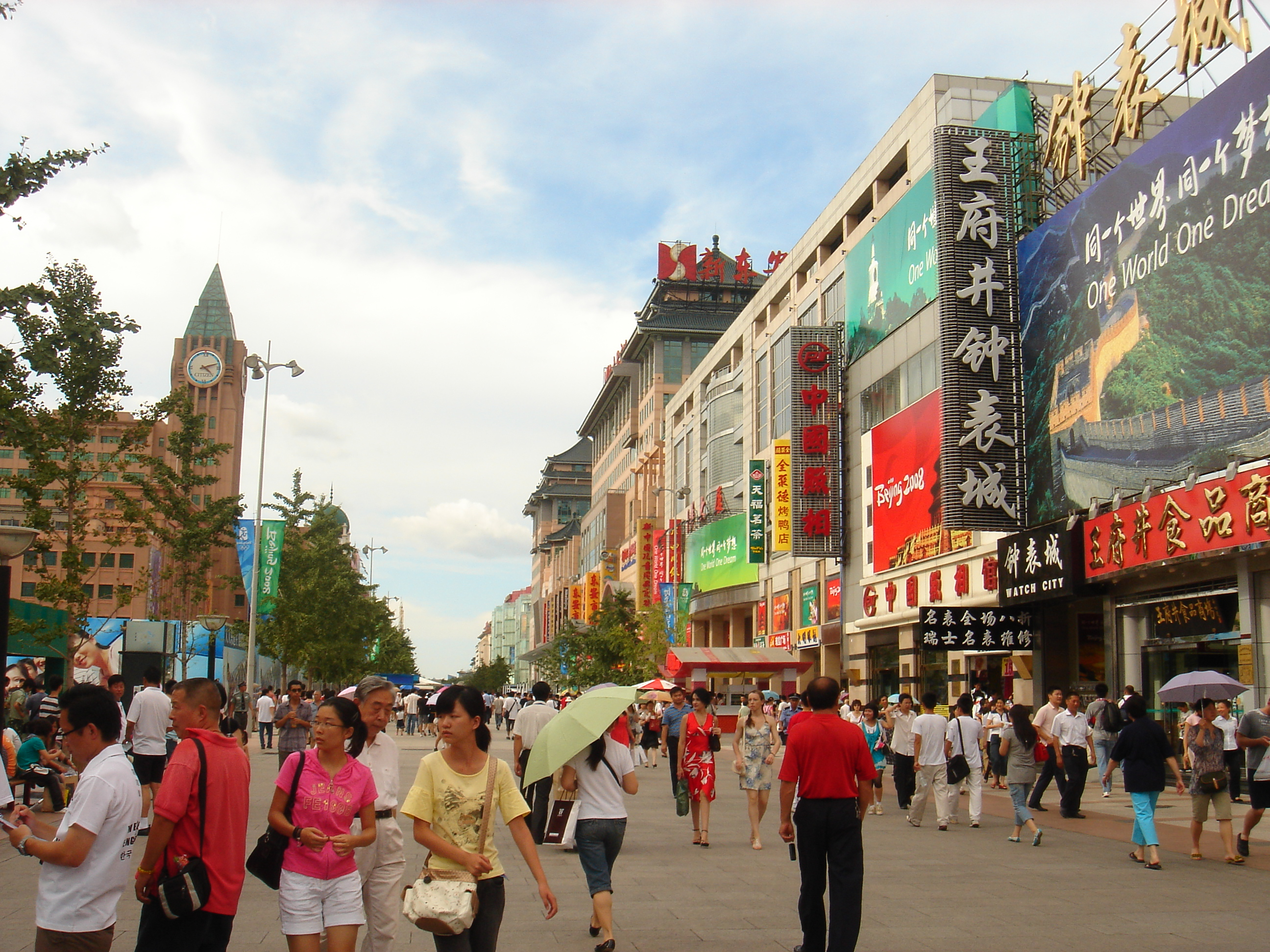
从王府井食品商场西侧北望
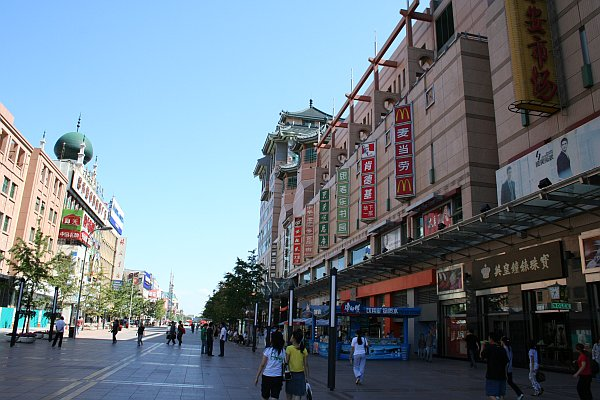
从东安市场西侧北望

## 文物古迹
王府井大街及其周边，原来文物古迹众多。但经过文化大革命毁弃，如今残存者已经很少。

### 王府

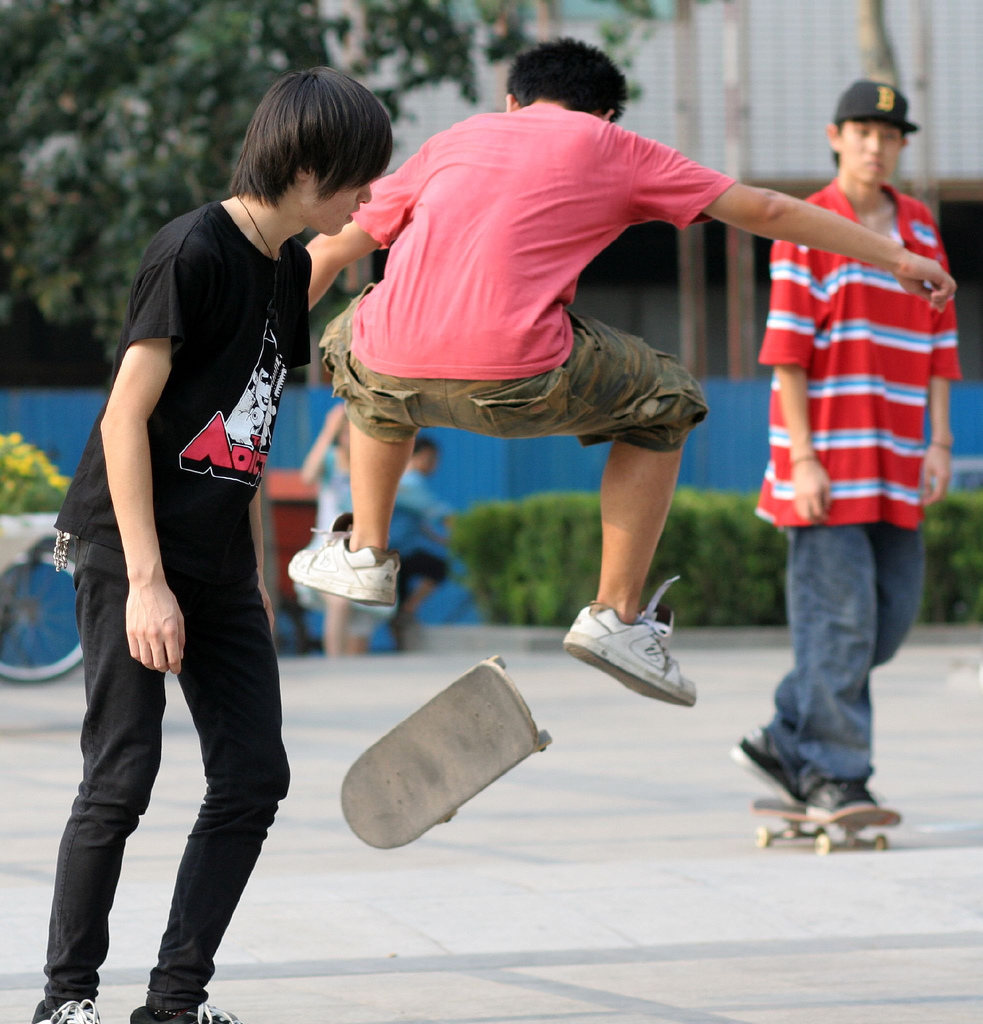
王府井天主堂前广场上玩滑板的青年

该地区明朝时便有王府。根据晚清时期的记载，晚清时期，今王府井大街附近地区的王公、贝子、贝勒府邸有13家，大臣宅邸仅晚清的军机大臣（包括军机处行走）有11家，如将各部尚书、侍郎等从一品、正二品以上官员计入，则还要远远高于上述数目。晚清时期的主要府邸如下：
今王府井大街西侧，自南向北依次为：温郡王府、霞公府、伦贝子府、一等威勇公府、辅国公韬塞府、辅国公弘升府、惠亲王府等等。
今王府井大街东侧，自南向北依次为：豫亲王府、怡亲王府、一等褒绩公府、扎萨克贝勒府、张贝子府、佟公府等等。
如今，上述各府均已被拆除。

### 井
懋隆黄金珠宝店东侧的路面上，有古井，铜井盖上刻有记述该井历史的铭文，据说王府井的“井”字便由此井而来。王府井小吃街内，有“王府古井”，是一口明代古井。

### 宗教建筑
王府井大街北段路东，有原八面槽救世军中央堂。王府井天主堂（东堂）是大街中段最吸引人的景观，天主堂常年开放，定期举办弥撒及各种天主教活动。
北京apm及东安市场东侧，为贤良寺旧址，该寺是过去京城内八刹之一，规模宏大，现仅剩一座小院，位于北京市东城区校尉胡同小学内。清末重臣李鸿章每次到北京，均在该寺居住。
华侨大厦南侧的多福巷南侧，有法华寺残存建筑及《德悟和尚行实碑记》，该寺原来的寺门开在报房胡同，现仅剩北部部分建筑，可由多福巷进入。清末慈禧太后发动戊戌政变前夕，谭嗣同曾夜访该寺找寓居于此的袁世凯密商救驾之事，使该寺成为中国近代史上的知名地点。

### 其他
黎元洪旧居位于王府井大街北口路西，是中华民国初年黎元洪在北京的居所，也是黎元洪担任中华民国大总统期间的中华民国大总统府。如今该府的部分西洋式围墙以及府内部分建筑尚存。
那桐府花园，俗称“那家花园”，原址位于金鱼胡同内的今和平宾馆处，是清末大臣那桐府第的花园，为清末民初北京屈指可数的顶级私家园林。惜于1980年代被拆毁。和平宾馆东院尚留有那家花园遗存的假石、亭子、部分回廊、几株老树。
清印铸局旧址是清末印铸局的旧址。中华人民共和国成立后，《人民日报》社长期设在此处，并兴建了办公楼房，成为中国政治生活中的要地。改革开放时期，这里成为《经济日报》社社址。如今，这里成了老北京风情街以及北京好友世界商场有限责任公司旗下的好友世界商场、王府井小吃街等物业的所在地。

## 商业
王府井商业街的历史可溯至元朝哈达门丁字街的菜市。明朝，今灯市口大街一带是北京内城的繁盛之所。1920年代至1930年代，今王府井商业街已成规模。

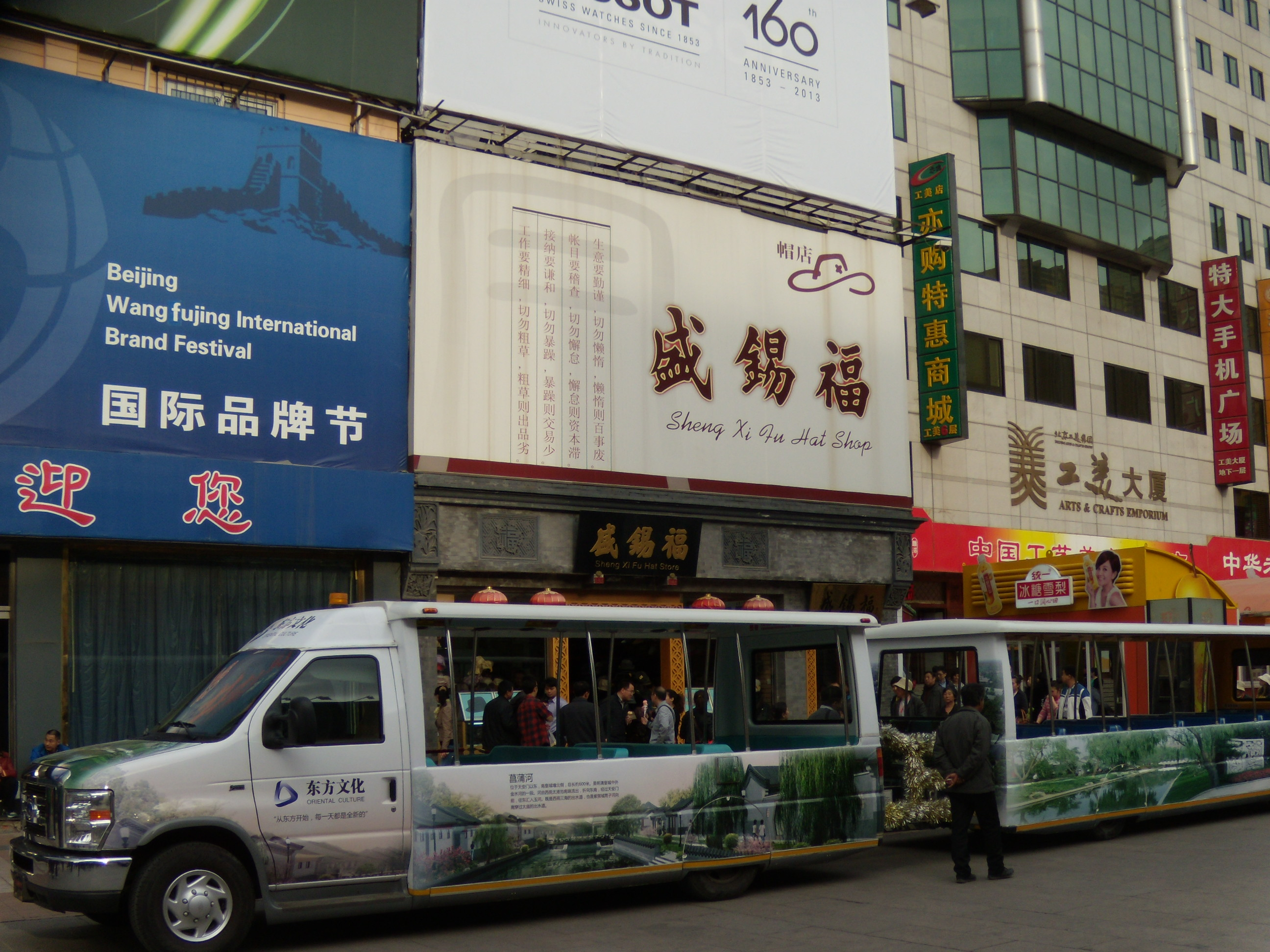
停在盛锡福王府井大街店门前的王府井步行街游覽車

中华人民共和国成立后，政府选定该街为重点商业区进行发展。1955年，北京市百货大楼在该街落成。与此同时，新中国妇女儿童用品商店、北京工艺美术服务部、王府井新华书店也相继在该街开业，东安市场也进行了翻修。此外，中国照相馆、雷蒙西服店、四联理发馆、普兰德洗染店等一批名店自上海迁至王府井大街落户。王府井大街由此成为展示首都形象的中国商业名街。
改革开放之后，在北京市人民政府的规划协调之下，对王府井商业街区进行了有计划的大规模建设及改造。
多家北京著名的美食餐館亦開在此處。

## 文化艺术
王府井大街附近荟萃了许多艺术场所。大街北口西北角有中国美术馆，是中国国家级美术馆。大街北口西南角则是嘉德艺术中心，为中国嘉德国际拍卖有限公司建立。大街北段路东有首都剧场，是北京人民艺术剧院的剧场，在此常年上演话剧。首都剧场南侧的八面槽救世军中央堂旧址内，设有金帆音乐厅，是演出室内乐的场所。王府井天主堂内时常举办古典音乐会。金鱼胡同东口北侧的吉祥大厦内，预留有吉祥戏院的位置，是王府井地区上演京剧的老牌戏院。北京apm内，设有新东安影城，是一座电影院。
王府井大街两侧有不少雕塑。北京市百货大楼门前，有全国劳动模范张秉贵像。王府井天主堂门前，有“大圣若瑟亭”，内有大圣若瑟抱耶稣像，为1995年11月26日落成并祝圣。北京apm西侧，即原东安市场旧址西侧，有三组雕塑，分别为《剃头的》、《弹弦的》、《祥子拉洋车》。老北京风情街内，也有若干反映老北京生活场景的雕塑。2012年2月，北京apm西侧的一组孩子们和熊一起玩老鹰捉小鸡的雕塑格外受到游客喜爱。2012年11月初，6米高的音乐家聂耳铜像落户王府井大街淘汇新天东侧，为袁熙坤的新作。除此之外，王府井大街还时常举办雕塑展览。比如2005年9月，“和平·繁荣”雕塑巡展在王府井大街举行，展出60件大型雕塑。

## 旅游
王府井商业街一直是北京市著名旅游景点，吸引着海内外游客。2002年3月5日，北京市新开辟了王府井步行街以及亦庄北京經濟技朮開發區、首钢总公司、北京市環保局空氣監測中心、南宮新村小區、特種蔬菜采摘、高碑店污水處理廠、北京市交通局、中國科技館共10条“一日游”新线路，专用游覽車同时開進了王府井步行街。

## 建筑
| 门牌号             | 名称 | 图片         | 大街 西→东                      | 图片                                                         | 名称               | 门牌号 |
| ------------------ | --- | ------------ | ------------------------------- | ------------------------------------------------------------ | ------------------ | ------ |
|                    | 黎元洪旧居 （嘉德艺术中心） |              |                                 |                                                              | 华侨大厦           | 2号    |
| 27号               | 黎元洪旧居 （中国社会科学院考古研究所 社科博源宾馆）                                                                                  |              |                                 |                                                              |                    |        |
| 45号               | 览海大厦 |              |                                 | 首都剧场 （北京人民艺术剧院）                                | 22号               |        |
| 57号               | 北京金茂万丽酒店 |              |                                 | 八面槽救世军中央堂                                           | 24号               |        |
| 77号               | （王府井西部会馆工地） |              |                                 | 灿然书屋 （中华书局读者服务部） 涵芬楼书店 商务印书馆        | 36号               |        |
| 99号               | 世纪大厦 |              |                                 | 国际艺苑大酒店（原北京国际艺苑皇冠假日酒店）                 | 48号               |        |
|                    | （王府井海港城工地 海港大厦工地） |              |                                 | 天伦王朝酒店                                                 | 50号               |        |
|                    | （王府井海港城工地 海港大厦工地） | 王府井天主堂 | 74号                            |                                                              |                    |        |
| 201号              | 北京利生体育商厦 |              |                                 | 吉祥大厦 （北京王府井银泰in88） （王府井邮局）               | 88号               |        |
| 219号              | 王府国际中心 （淘汇新天） |              |                                 | 吉祥大厦 （北京王府井银泰in88） （王府井邮局）               | 88号               |        |
| 229号              | 懋隆黄金珠宝店 |              |                                 | 新东安写字楼 北京apm （王府井Apple Store 零售店 新东安影城） | 138号              |        |
| 235号              | 北京市外文书店 |              |                                 | 新东安写字楼 北京apm （王府井Apple Store 零售店 新东安影城） | 138号              |        |
| 241号              | 北京穆斯林大厦 （裕华民族大厦） |              |                                 | 新东安写字楼 北京apm （王府井Apple Store 零售店 新东安影城） | 138号              |        |
| 247号              | 永安堂百草药店 |              |                                 | 新鸿基地产大楼 东安市场                                      | 138号              |        |
| 255号              | 北京市百货大楼 （王府井百货 张秉贵纪念馆 张秉贵像）                                                                                   |              |                                 | 新鸿基地产大楼 东安市场                                      | 138号              |        |
| 269号              | 王府中環 |              |                                 | 新中国儿童用品商店                                           | 168号              |        |
| 269号              | 王府中環 |              | 丹耀大厦 （北京红都蓝天时装店） | 172号                                                        |                    |        |
| 269号              | 王府中環 |              | 丹耀大厦（亨得利）              | 172号                                                        |                    |        |
| 277号              | 人民日报社旧址 （好友写字楼 好友世界商场 王府井陶瓷城 大宅门招待所 王府井民俗文化街 好友广场 泰信电子游戏广场）                       |              |                                 | 中国照相馆王府井店                                           | 180号              |        |
| 277号              | 人民日报社旧址 （好友写字楼 好友世界商场 王府井陶瓷城 大宅门招待所 王府井民俗文化街 好友广场 泰信电子游戏广场）                       |              | 王府井食品商场                  | 186号                                                        |                    |        |
| 277号              | 人民日报社旧址 （好友写字楼 好友世界商场 王府井陶瓷城 大宅门招待所 王府井民俗文化街 好友广场 泰信电子游戏广场）                       |              | 吴裕泰茶庄                      | 186号                                                        |                    |        |
| 277号              | 人民日报社旧址 （好友写字楼 好友世界商场 王府井陶瓷城 大宅门招待所 王府井民俗文化街 好友广场 泰信电子游戏广场）                       |              | 四联美发                        | 188号                                                        |                    |        |
| 277号              | 人民日报社旧址 （好友写字楼 好友世界商场 王府井陶瓷城 大宅门招待所 王府井民俗文化街 好友广场 泰信电子游戏广场）                       |              | 华府商行（瑞蚨祥王府井店）      | 190号                                                        |                    |        |
| 277号              | 人民日报社旧址 （王府井小吃街 王府古井 老北京风情街）                                                                                 |              |                                 | 建华皮货服装公司                                             | 192号              |        |
| 279-281号          | 劳益商店 |              |                                 | 稻香村                                                       | 194号              |        |
| 279-281号          | 劳益商店 |              | 盛锡福王府井大街店              | 196号                                                        |                    |        |
| 283号              | 民青商店 |              |                                 | 东来顺王府井饭庄                                             | 198号              |        |
| 289号              | |              |                                 | 工美大厦 （麦当劳新王府井餐厅）                              | 200号              |        |
| 301号              | 北京饭店二期商业项目 （王府商厦 东华金街购物中心 王府井喜悦购物中心） （大明眼镜旗舰店 东华服装公司 红光照相器材商店 王府井医药商店） |              |                                 | 王府井书店                                                   | 218号              |        |
| （门牌在东长安街） | 北京饭店东楼 |              |                                 | 东方新天地                                                   | （门牌在东长安街） |        |

## 延伸阅读
- 王永斌，北京最早的一条新式商业街——王府井大街，载 王永斌，杂谈老北京·第三辑 街巷篇，中国城市出版社，1997年，第225-228页，ISBN7-05074-0856-6